# Margarine

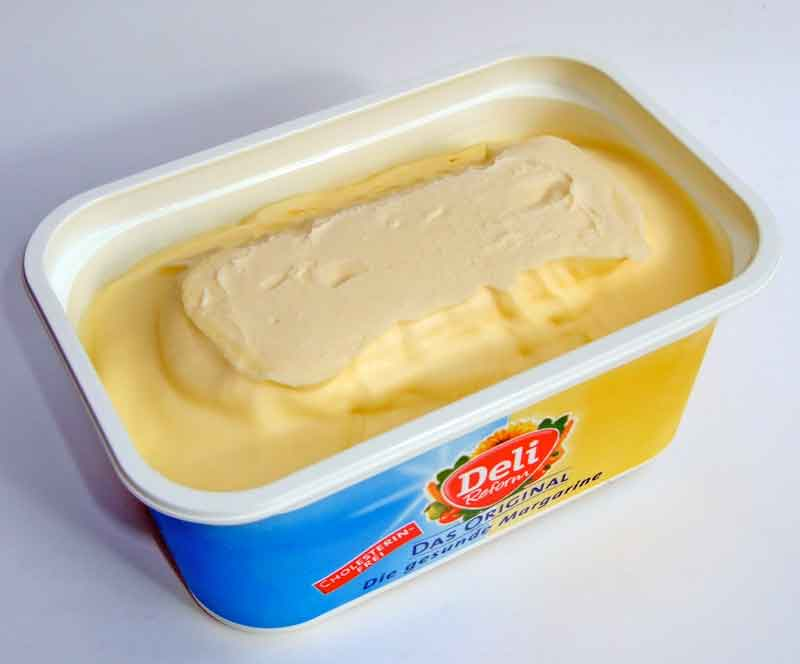
Kunststof kuipje met margarine

Margarine is de benaming die in zwang kwam voor een vervangingsproduct voor boter. Deze kunstboter is in 1869 uitgevonden door de Franse scheikundige Hippolyte Mège-Mouriès. Deze onderzocht hoe de melkproductie in de koe tot stand komt. Daarbij kwam hij tot de conclusie dat de koe haar eigen lichaamsvet afgeeft in de melk. De oorspronkelijke margarine werd dan ook uit rundvet, afgeroomde melk en gesnipperde koeienuiers vervaardigd. De al langer bestaande benaming margarine voor een glanzende vetachtige substantie ging op dit samengestelde product over.

## Ontwikkeling
Napoleon III had opdracht gegeven een broodsmeersel te ontwikkelen dat zijn soldaten op een veldtocht in hun ransel konden meenemen zonder dat het, zoals boter, snel bedierf. In 1869 had Hippolyte Mège-Mouriès een bruikbaar resultaat ontwikkeld, dat aanvankelijk als beurre économique (goedkope boter) of beurre Mouriès op de markt werd gebracht. Dit proces werd ook geoctrooieerd. Later moest de naam beurre worden vervangen en daarvoor in de plaats kwam de naam margarine Mouriès .
In Nederland bestond een bloeiende export van boter naar Engeland, vooral vanuit Friesland. De -grotendeels kleinschalige en traditionele- productie aldaar had sinds omstreeks 1850 te lijden van concurrentie vanuit Denemarken en later ook vanuit oostelijk Noord-Brabant van waaruit beter aan de groeiende vraag vanuit Engeland kon worden voldaan. Begin 19e eeuw was de familie Jurgens in Oss komen wonen en Willem Jurgens begon als boterhandelaar. De boter werd, samen met ham en eieren, bij de boeren ingekocht en via Lithoijen verscheept naar Rotterdam en vandaar naar Engeland. Door de grote vraag vanuit dat land werd ook boter gekocht in het aangrenzende Duitse gebied. In 1854 werd door Willems zonen, Antoon en Johannes, de firma Gebr. Jurgens opgericht, die zich primair op de boterhandel richtte. Ook vanuit Zuid-Duitse en Oostenrijkse gebieden werd boter aangekocht die, vanwege de beperkte houdbaarheid van het product, op efficiënte wijze moest worden vervoerd.
In 1867 richtte Antoon Jurgens, samen met zijn zoons Jan, Henri en Arnold, de Firma Antoon Jurgens op.
Een tweede belangrijke boterhandelaar was Simon van den Bergh, die in 1858 in Oss kwam wonen en een kruidenierszaak begon waarbij boter als ruilmiddel werd geaccepteerd. De boter werd verkocht in de grote steden als Amsterdam, Rotterdam, Antwerpen en Brussel. Pas na de crisis van 1868 betrad hij de Engelse markt. De grote vraag vanuit dat land leidde er toe dat ook hij boter ging kopen tot in Italië toe.
Beide firma's kenden reeds een praktijk van het mengen van boter, waarbij verschillende kwaliteiten boter vermengd werden met toevoeging van zetmeelsiroop, melk, zout en boterkleursel.
In 1871 kwam Antoon Jurgens, via tussenpersonen, in contact met Hippolyte Mège-Mouriès en verkreeg een monster van het nieuwe product kunstboter, op basis van onder meer dierlijk vet. Hij kwam achter het procedé van Mouriès en al in september 1871 ging hij over op stoomkracht, onder meer gebruikt voor een karnmachine en ontstond een stoomkunstboterfabriek, de eerste industriële onderneming in Oss. Hij voerde enkele technische verbeteringen door en verkocht het product in Engeland onder de naam butterine .
Voor potentiële concurrenten was het moeilijk om aan proceskennis te komen en ook de grondstof oleomargarine was schaars. Eén van de producenten daarvan werd Cordeweener in 's-Hertogenbosch.
In Noord-Brabant kwamen de eerste tien jaar diverse concurrenten en collega-bedrijven van Jurgens. De firma Johan Jurgens & Zn te Oss (1871), J.M. Verschure & Zonen te Oosterhout (1875) en Prinzen & Van Glabbeek te Helmond (1876) waren door familiebanden met Antoon Jurgens verbonden en deelden in de kennis en grondstoffenstroom. 
Daarnaast kwamen er diverse 'outsider'-bedrijven. Dit waren J. van de Griendt uit 's-Hertogenbosch (1873), Van Schijndel & Keunen te Gemert (1874), W.J. Albers te Grave (1875), Dingeman van Disseldorp te Waspik (1876) en A. Bluijssen te Asten (1879). De laatste firma maakte een onstuimige ontwikkeling door en telde uiteindelijk 144 eigen winkels, waarin zij naast boter, textiel en koloniale waren ook margarine aan de consument aanbood in Nederland, België en Groot-Brittannië. Het bedrijf ging failliet in 1907. In 1880 startte Timmerman & Co in Nijmegen. Deze betrekkelijk grote fabriek ging in 1891 failliet.
De belangrijkste outsider was echter Simon van den Bergh, die in 1872 een soortgelijke fabriek opende, eveneens te Oss. Hij deed eveneens proceskennis op bij Mouriès en Engelse contacten zorgden voor de productie van oleomargarine. De benodigde machines werden vervaardigd door Grasso. 

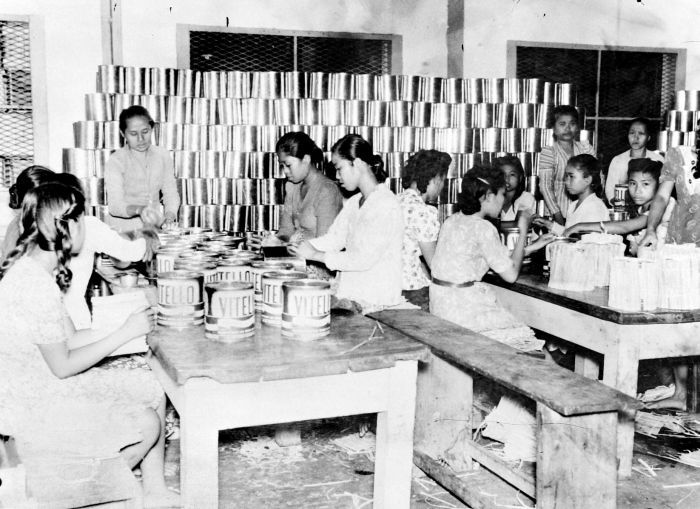
Het prepareren van margarineblikken in een Lever-fabriek in Indonesië in 1948
Wereldmuseum Amsterdam

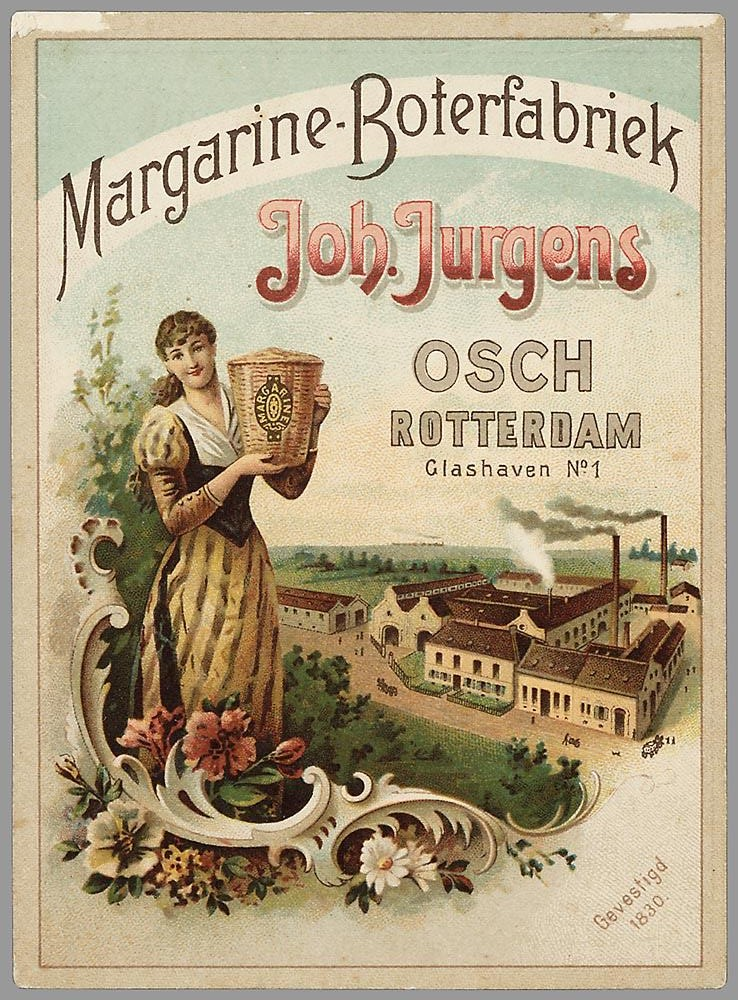
Margarine-reclame
(1893)

Beide concurrenten stonden aan de basis van de Margarine Unie die later zou opgaan in het concern Unilever. De overige outsiderbedrijven bleven klein en verdwenen uiteindelijk.
Vanaf 1877 kwamen er meer margarinefabrieken zoals Meijer van Leeuwen te Oss (1878), Cohen & Van der Laan te Haarlem (1877), Muller & Cie. te Oldenzaal (1877), J. Cramer & J. Scheers te Nijmegen (1878) en A. Poesse & Zn. te Hengelo. In 1879 werd de Haagsche Margarineboter Fabriek opgericht door J.Th. Mouton. In 1890 werd de fabriek verplaatst naar Rijswijk , in 1911 werd de naam veranderd in NV De Nieuwe Margarinefabrieken Rijswijk. Het werd een onderdeel van Calvé en sloot zich in 1928 aan bij de Margarine Unie. In 1930 werd de Rijswijkse fabriek gesloopt.
In 1880 waren er al 68 margarinefabrieken. Vanaf 1877 werd er vooral vanuit de Verenigde Staten veel oleomargarine geïmporteerd waardoor de beschikbaarheid daarvan geen belemmering meer vormde.
Vooral vanuit Scandinavië werd een nieuwe methode geïntroduceerd waarbij de afkoeling van de emulsie van 
karnemelk en oleomargarine op snelle wijze geschiedde. Dit was niet alleen tijd- en ruimtebesparend, maar het leverde ook een aanzienlijk beter product op. Als koelmiddel werd gewoonlijk natuurijs toegepast, maar omstreeks 1870 kwam ook de ijsmachine in zwang, die echter duur was en tot concentratie van productie leidde. Natuurijs was echter schaars en vereiste inrichtingen zoals ijskelders. De eerste koelmachines vond men bij de brouwers. Vanaf omstreeks 1880 werd de koelmachine in de margarine-industrie geïntroduceerd en wel bij Jurgens.
Van den Bergh en ook Jurgens stichtten, om invoerrechten te omzeilen, ook fabrieken in het buitenland zoals in Duitsland (1887) en in België (1895).

## Samenstelling
Margarine bleek van onschatbare waarde doordat het, in tegenstelling tot boter, niet na verloop van tijd ging schiften en dus een lang houdbare bron van vetten was. De goede houdbaarheid was onder meer van belang bij gebruik door het leger, omdat het product makkelijk meegenomen kon worden op veldtocht. Over de bereidingswijze, de octrooien van Mège-Mouriès en de basisingrediënten ontstond een hele octrooistrijd, die vooral op de belangrijkste markt, Groot-Brittannië, werd uitgevochten. De Nederlandse producenten, Jurgens voorop, gebruikten hun eigen procedés, die nogal afweken van de basisreceptuur van Mège-Mouriès. Zo werd er geen gebruik gemaakt van koeienuiers en was zogeheten oleomargarine het belangrijkste ingrediënt, naast een bescheiden deel natuurboter. Om de witte substantie te kleuren, werd door de fabrikanten aangeklopt bij Lodewijk van der Grinten, die enige jaren daarvoor het boterkleursel had uitgevonden.
Bestonden de grondstoffen aanvankelijk vooral uit melk en oleomargarine, verkregen uit rundvet, later werden geleidelijk aan ook andere dierlijke vetten gebruikt zoals varkensreuzel en schapenvet. Daarnaast vonden ook plantaardige oliën, zoals palmolie en raapolie, ingang.

## Gezondheid
Door de jaren heen werd steeds meer bekend over gezonde voeding. In 1902 kreeg Wilhelm Normann patent op zijn methode om vloeibare oliën om te zetten in vaste vetten (harden). Het dierlijk vet kon daarmee vervangen worden door plantaardige oliën. Door meer kennis werd het mogelijk om de van nature in plantaardige oliën voorkomende goede onverzadigde vetten te verwerken en het aandeel verzadigd vet te verlagen. Hierdoor werd margarine zachter en smeerbaarder. In de reclame voor margarine wordt het daarom aangeduid als een gezond vet. Het Voedingscentrum stelt dat margarines en andere producten met veel onverzadigde vetten passen in een dieet dat de kans op hart- en vaatziekten verlaagt.
In de eenentwintigste eeuw worden alle margarines gemaakt van plantaardige oliën. Deze oliën worden gewonnen uit onder andere zonnebloemen, maïs, koolzaad en palmvruchten.
Een verhardingsproces maakt het mogelijk om onverzadigde vetten om te zetten tot verzadigde vetten. Wanneer dit proces partieel, onvolledig, wordt uitgevoerd veranderen onverzadigde vetten van de zogenaamde cis-vorm in de trans-variant. In 1956 verscheen in het medische tijdschrift The Lancet een artikel van H.M. Sinclair, waarin werd gesteld dat de transvetten die bij het harden van margarine ontstaan, schadelijk zouden zijn voor de bloedsomloop. Die transvetten werden door Unilever al in 1962 uit de dieetmargarine Becel verwijderd. Het duurde echter nog tot 1990 voor de voedingsindustrie na onderzoek van Mensink en Katan de gezondheidheidsnadelen van transvetten erkende en actie ondernam. In een uitgave van de Erasmus Universiteit uit 2011 wordt het aantal doden dat in het verleden in Nederland viel door het gebruik van transvetten in alleen al margarine op 1000-2000 per jaar becijferd.

## Naamgeving
De naam is afgeleid van het Griekse woord margarites, dat parel betekent. Dit vanwege de parelachtige glans die het smeersel in het begin had. In de Nederlandstalige gebieden werd het product aanvankelijk kunstboter genoemd.
Margarine is zo gewoon geworden als vervanger voor boter, dat men vaak boter zegt als margarine wordt bedoeld. Soms spreekt men zelfs van roomboter of echte boter om uitdrukkelijk aan te geven dat men boter bedoelt en geen margarine.

## Ingrediënten
Plantaardige oliën en vetten, water, emulgatoren: sojalecithine, E471, droge melkbestanddelen, zout (0,4 %), conserveermiddel E200, voedingszuur E330, aroma's, kleurstof E160a, vitamine A, D, E.

### Voedingswaarde
Gemiddelde voedingswaarde per 100 g (voorbeeld, varieert per merk en soort):
| bestanddeel                | hoeveelheid        |
| -------------------------- | ------------------ |
| energie                    | 2590 kJ / 630 kcal |
| eiwit                      | 0,1 g              |
| koolhydraten               | 0,1 g              |
| ...waarvan suikers         | 0,1 g              |
| vet                        | 70 g               |
| ...waarvan verzadigd       | 21 g               |
| ...trans                   | <1 g               |
| ...enkelvoudig onverzadigd | 14 g               |
| ...meervoudig onverzadigd  | 34 g               |
| voedingsvezel              | - g                |
| natrium                    | 0,13 g             |
| vitamine A                 | 800 µg             |
| vitamine D                 | 7,5 µg             |
| vitamine E                 | 8 mg               |

## Varianten
Halvarine is een variant van margarine die minder vet is. Margarine en halvarine moeten aan regels voldoen omtrent de samenstelling. Veel voorkomend zijn varianten die niet aan die regels voldoen en daarom ook niet een van deze namen hebben. Zo'n product heet dan bijvoorbeeld simpelweg "light". Wel staan natuurlijk de ingrediënten vermeld.
Als verzamelnaam voor een smeersel voor op brood waar vaak nog broodbeleg aan wordt toegevoegd wordt door de gebruikers vaak de term "boter" gebruikt, bij gebrek aan een ander woord. Dat staat echter niet op de verpakking, tenzij het "echte boter" is.